# Tomás José Caballero
Tomás José Caballero fue un militar y político argentino que llegó al rango de general.

## Como gobernador de Mendoza
Luego del golpe de Estado del 28 de junio de 1966 por el que fue derrocado Arturo Illia, Tomás J. Caballero fue puesto en el cargo de Interventor federal en la provincia de Mendoza por la dictadura Revolución Argentina. El mismo se desempeñaba previamente como comandante de la VIII Brigada de Infantería. Luego, entre el 1 y 26 de marzo de 1971, fue designado, por la misma dictadura, en el cargo de intendente de la ciudad de Buenos Aires.

## Durante el Proceso de Reorganización Nacional
Luego del golpe de Estado que derrocó a la presidenta María Estela Martínez de Perón, fue nombrado presidente de la empresa Ferrocarriles Argentinos.